# Zapsalis
Zapsalis — рід тероподних дромеозаврів. Це зубний таксон, який часто вважається сумнівним через фрагментарний характер скам'янілостей, які включають зуби, але не мають інших останків.

## Опис
Зуб Z. abradens плоский лінгвально, без мезіальних зубців і три дистальні зубці на міліметр і має загальну довжину 12 мм. Є три язикові валики й чотири губні. Currie & Evans, 2019 діагностували Zapsalis від Saurornitholestes, зазначивши, що тип першого не має мезіальних зубців і є увігнутим апікодистально, і тому «рекомендували, щоб ці два роди трималися окремо». Другі передщелепні зуби Zapsalis та інших дромеозавридів, можливо, були структурно спеціалізовані для чищення пір’я, як це також видно у деяких овірапторозаврів.